# Difteri
Difteri er en alvorlig form for halsbetændelse, der skyldes infektion med en bakterie.
Sygdommen forårsages af bakterien Corynebacterium diphtheriae, der primært angriber det yderste lag i næse-svælgrummets slimhinder, hvorfra bakterien kan producere et kraftigt toksin, der med blodet kan føres rundt i hele organismen.

## Symptomer og behandling
Pludseligt indsættende halsbetændelse, med synkesmerter og let feber. Kirtlerne på halsen kan være hævede, og der kan være belægninger på mandlerne, den bløde gane og bagest i svælget. Vejtrækningsbesvær ses ofte. Toksinet kan give nyreskade og nervepåvirkning, samt give komplikationer i muskler og hjertet. Difteri behandles med antitoksin og antibiotika.

## Difteri i Danmark
Det sidste tilfælde af difteri i Danmark blev konstateret i december 1998. I dag indgår difteri i det danske vaccinationsprogram. Før difterivaccinen blev indført i Danmark, var der tilbagevendende epidemier. Der ses dog stadig epidemier i lande med lav vaccinationstilslutning, og der er generel enighed om, at vaccinationsprogrammet har æren for, at difteri stort set er udryddet i industrialiserede lande såsom Danmark. Vaccinen anbefales ikke givet for kort tid efter fødslen, da antistoffer barnet har fået fra moderen kan hæmme immunforsvarets respons på vaccinen.
Der er fundet difteri hos to syriske flygtninge i januar 2016 i Danmark.

## Dødelighed
Dødeligheden af sygdommen er høj. Der findes ingen nyere, større studier på området fra industrialiserede lande, da der her er meget få sygdomsudbrud, men andre steder så som Indien estimeres case fatality raten (andelen af smittede, der dør af difteri) til at være ca. 32 %. I en undersøgelse af 41 tilfælde af respiratorisk difteri i USA i perioden 1980 til 1995 døde 4 individer af sygdommen, svarende til ca. 10 %. I alt 41 tilfælde over en femtenårs-periode er dog meget lidt, og det er derfor umuligt at vurdere, om denne case fatality rate er pålidelig. Ved indførelse af antitoksinbehandling omkring 1. verdenskrig faldt case fatality raten ifølge data fra Canada fra over 50 % til ca. 15 %.